# Arisaema ogatae
Arisaema ogatae är en kallaväxtart som beskrevs av Gen-Iti Koidzumi. Arisaema ogatae ingår i släktet Arisaema och familjen kallaväxter. Inga underarter finns listade.